# 塚本鋭司
塚本 鋭司（つかもと さとし、1963年 - ）は日本の教育学者。高校教師、大学講師を経て、現在愛知大学国際コミュニケーション学部英語学科教授。愛知県稲沢市出身。
2001年アメリカ合衆国ニューヨーク州にあるシラキューズ大学大学院教育学部教育文化研究科(Syracuse University, School of Education, Cultural Foundations of Education)にて博士号(Ph.D.)取得。専門は教育社会学、教育哲学、質的調査法（Qualitative Research Methods),英語教育、アメリカ文化研究である。著書に「異文化への挑戦　アメリカの教育力とは？」（2003）がある。
| スタブアイコン | サブスタブ | この項目は、まだ閲覧者の調べものの参照としては役立たない、人物に関連した書きかけの項目です。この項目を加筆・訂正などしてくださる協力者を求めています（P:人物伝/PJ:人物伝）。 |